# LOVE FADERS
『LOVE FADERS』（ラブフェーダーズ）は、ENDRECHERI名義の3枚目のオリジナル・アルバムとして発売した堂本剛の通算12枚目 のアルバム。2020年6月17日に RAINBOW☆ENDLI9より発売された。

## 解説
- 堂本剛がENDRECHERIの名義でソロプロジェクトを展開してから3枚目のオリジナル・アルバム。オリジナル、ミニ、カバー、海外版を含むアルバム作品総数は15枚目。名義の由来や活動の概要などは堂本剛 ENDRECHERIの項を参照。堂本剛のソロ作品としては2019年に発売のアルバム『NARALIEN』から約10か月ぶりとなった。Limited Edition A(初回限定盤A）、Limited Edition B(初回限定盤B）、Original Edition (通常盤）3形態で発売された。
- 本作は、「宇宙、そして地球や様々な惑星たちと愛のフェーダー（ボリューム）をあげよう！」というコンセプトで完成された。[6]
- Limited Edition A (初回限定盤A）には、『Excuse me I'm Honey』を加えた12曲を収録。付属のDVDには『CREPE』のMusic ClipとMakingを収録。
- Limited Edition B(初回限定盤B）には、『Bubble dancer』を加えた12曲を収録。付属のDVDには『Kun Kun Yeah !〜Muscle Commander〜』のMusic ClipとMusic Clip＆Trainingを収録。
- Original Edition (通常盤）には、『Wedding Funk』、『Oh...』、『あなたへ生まれ変われる今日を』を加えた14曲を収録。
- 2020年9月16日より、Complete Edition(全16曲)のダウンロードおよびストリーミング配信が開始された。[7]

## チャート成績
2020年6月29日付のオリコン週間アルバムランキングで、初週5.7万枚を売り上げ、初登場1位を獲得した。堂本剛名義とソロプロジェクト名義作品のアルバム1位は『shamanippon -ラカチノトヒ-』から8作連続・通算11作目の首位を記録した。

## 収録曲
全作詞・作曲：堂本剛

### Limited Edition A（初回限定盤A）

#### CD
1. LOVE FADERS (inst)
2. Everybody say love
3. CREPE
4. Butter
5. 此れ 其れ
6. MIX JUICE
7. Excuse me I'm Honey
8. Kun Kun Yeah ! 〜Muscle Commander〜
9. AGE DRUNKER
10. I'm just me
11. Super miracle journey !!!
12. FUNK 一途 BEASTS

#### DVD
1. CREPE Music Clip
2. CREPE Making

### Limited EditionB（初回限定盤B）

#### CD
1. LOVE FADERS (inst)
2. Everybody say love
3. Butter
4. MIX JUICE
5. 此れ 其れ
6. CREPE
7. Bubble dancer
8. Kun Kun Yeah ! 〜Muscle Commander〜
9. AGE DRUNKER
10. I'm just me
11. Super miracle journey !!!
12. FUNK 一途 BEASTS

#### DVD
1. Kun Kun Yeah ! 〜Muscle Commander〜 Music Clip
2. Kun Kun Yeah ! 〜Muscle Commander〜 Training

### Original Edition（通常盤）

#### CD
1. LOVE FADERS (inst)
2. Everybody say love
3. FUNK 一途 BEASTS
4. CREPE
5. MIX JUICE
6. Butter
7. 此れ 其れ
8. Kun Kun Yeah ! 〜uscle Commander〜
9. AGE DRUNKER
10. I'm just me
11. Super miracle journey !!!
12. Wedding Funk
13. Oh...
14. あなたへ生まれ変われる今日を